# Gerhard Mitter
Gerhard Mitter, nemški dirkač Formule 1, * 30. avgust 1935, Schönlinde, Sudetenland, Nemčija, † 1. avgust 1969, Nürburg, Nemčija.
Debitiral je v sezoni 1963, ko je nastopil na dveh dirkah in ob enem odstopu je dosegel četrto mesto na domači dirki za  Veliko nagrado Nemčije, kar je njegova edina uvrstitev med dobitnike točk v karieri. V sezoni 1964 je nastopil le na Veliki nagradi Nemčije in zasedel deveto mesto, v sezonah 1965, 1966 in 1967 je nastopih le na domačih dirkah in ni dosegel uvrstitve. V sezoni 1969 pa se je na treningu pred domačo dirko za Veliko nagrado Nemčije smrtno ponesrečil.

## Popolni rezultati Formule 1
(legenda) (odebeljene dirke pomenijo najboljši štartni položaj, poševne pa najhitrejši krog, †-uvrščen kljub odstopu)
| Leto | Moštvo                  | Šasija          | Motor               | 1   | 2   | 3       | 4   | 5   | 6       | 7       | 8   | 9   | 10  | 11  | Prv | Toč |
| ---- | ----------------------- | --------------- | ------------------- | --- | --- | ------- | --- | --- | ------- | ------- | --- | --- | --- | --- | --- | --- |
| 1963 | Ecurie Maarsbergen      | Porsche 718     | Porsche Flat-4      | MON | BEL | NIZ Ret | FRA | VB  | NEM 4   | ITA     | ZDA | MEH | JAR |     | 12. | 3   |
| 1964 | Team Lotus              | Lotus 25        | Climax V8           | MON | NIZ | BEL     | FRA | VB  | NEM 9   | AVT     | ITA | ZDA | MEH |     | -   | 0   |
| 1965 | Team Lotus              | Lotus 25        | Climax V8           | JAR | MON | BEL     | FRA | VB  | NIZ     | NEM Ret | ITA | ZDA | MEH |     | -   | 0   |
| 1966 | Ron Harris / Team Lotus | Lotus 44 F2     | Cosworth Straight-4 | MON | BEL | FRA     | VB  | NIZ | NEM DNS | ITA     | ZDA | MEH |     |     | -   | 0   |
| 1967 | Gerhard Mitter          | Brabham BT23 F2 | Cosworth Straight-4 | JAR | MON | NIZ     | BEL | FRA | VB      | NEM Ret | KAN | ITA | ZDA | MEH | -   | 0   |
| 1969 | BMW                     | BMW 269 F2      | BMW Straight-4      | JAR | ŠPA | MON     | NIZ | FRA | VB      | NEM DNS | ITA | KAN | ZDA | MEH | -   | 0   |